# NGC 5725
NGC 5725 is een balkspiraalstelsel in het sterrenbeeld Maagd. Het hemelobject werd op 27 april 1862 ontdekt door de Duits-Deense astronoom Heinrich Louis d'Arrest.

## Synoniemen
- UGC 9466
- MCG 0-37-25
- ZWG 19.80
- IRAS 14384+0224
- PGC 52456